# Großlobming
Großlobming är en ort i kommunen Lobmingtal i distriktet Murtal i förbundslandet Steiermark i Österrike. Großlobming var tidigare en självständig kommun, men slogs den 1 januari 2015 samman med Kleinlobming till en kommun med namnet Großlobming. Denna kommun ändrade i sin tur 2016 namn till Lobmingtal.